# Triệu Dương Vương
Triệu Dương Vương (趙陽王), hay Triệu Thuật Dương Vương (趙術陽王), Triệu Vệ Dương Vương (趙衛陽王), tên họ thật là Triệu Kiến Đức (趙建德), trị vì từ năm 112 TCN – 111 TCN, là vị vua cuối cùng của nhà Triệu nước Nam Việt trong lịch sử Việt Nam.
Khi còn là Vương tử, tư dinh của ông được đặt tại vị trí nay là chùa Quang Hiếu ở thành phố Quảng Châu, tỉnh Quảng Đông, Trung Quốc.

## Lên ngôi
Triệu Kiến Đức là con trai của Triệu Minh Vương, mẹ ông là người Việt. Vua cha không chọn ông nối nghiệp mà chọn Triệu Hưng là con của Cù hậu.
Cù hậu tư thông với sứ giả nhà Hán là An Quốc Thiếu Quý, muốn mang Nam Việt quy phục nhà Hán. Triệu Ai Vương còn trẻ, chỉ biết nghe theo lời mẹ. Kết quả là Thừa tướng Lữ Gia đem quân giết Cù hậu, Ai Vương và cả Thiếu Quý. Sau đó, đưa Kiến Đức lên kế vị, tức là Triệu Dương Vương.

## Chống nhà Hán và bị bắt
Hán Vũ Đế tức giận việc nhà Triệu giết Thiếu Quý bèn sai Hàn Thiên Thu đi đánh Nam Việt. Quân Hán chiếm được vài ấp, tiến đến gần Phiên Ngung thì bị Lữ Gia mang quân chặn đánh, giết chết Hàn Thiên Thu.
Hán Vũ Đế được tin Thiên Thu bị giết, sai Lộ Bác Đức đem quân từ Quế Dương, Dương Bộc dùng Lâu thuyền đem quân xuất phát từ Dự Chương, Nghiêm dùng Qua thuyền xuất phát từ Linh Lăng, Hạ lại tướng quân là Giáp đem quân xuống Thương Ngô, Trì Nghĩa hầu là Quý đem quân Dạ Lang xuống sông Tường Kha, đều hội cả ở Phiên Ngung, nước Nam Việt.
Mùa đông năm 111 TCN, Dương Bộc nhà Hán đem 9.000 tinh binh hãm Tầm Hiệp, phá Thạch Môn (Lữ Gia chất đá giữa sông gọi là Thạch Môn) lấy được thuyền thóc của ta kéo luôn cả các thuyền ấy đi, đem mấy vạn người đợi Phục ba tướng quân Lộ Bác Đức. Bác Đức nói vì đường xa nên chậm, rồi cùng với Lâu thuyền tướng quân hội quân tiến đến Phiên Ngung.
Bấy giờ Lộ Bác Đức có hơn một nghìn người cùng tiến với quân Dương Bộc. Dương Bộc đi trước đến Phiên Ngung. Vua và Lữ Gia cùng giữ thành. Dương Bộc tự chọn chỗ thuận tiện đóng ở mặt đông nam; Lộ Bác Đức đóng ở mặt tây bắc. Vừa chập tối, Dương Bộc đánh bại quân Triệu, phóng lửa đốt thành. Bác Đức không biết quân trong thành nhiều hay ít bèn đóng doanh, sai sứ chiêu dụ. Kẻ nào ra hàng đều cho ấn thao và tha cho về để chiêu dụ nhau. Lâu thuyền tướng quân Dương Bộc cố sức đánh, đuổi quân Triệu chạy ngược vào dinh quân của Lộ Bác Đức.
Đến tờ mờ sáng thì trong thành đầu hàng. Triệu Dương Vương và Lữ Gia cùng với vài trăm người, đang đêm chạy ra biển. Bác Đức lại hỏi những người đầu hàng biết chỗ ở của Gia, bèn sai người đuổi theo. Hiệu úy tư mã là Tô Hoằng (蘇弘) bắt được vua, quan lang của Nam Việt là Đô Kê (都稽; có bản chép là Tôn Đô) bắt được Gia. Vua và Lữ Gia sau đó đều bị quân Hán giết.
Dựa trên hệ thống các đền, miếu, đình, chùa thờ Lữ Gia, phu nhân và các tướng lĩnh của ông rải rác trên khắp vùng đồng bằng sông Hồng ở miền Bắc Việt Nam, rất có thể cuộc kháng chiến chống nhà Tây Hán còn kéo dài đến năm 98 TCN.
Sau khi Phiên Ngung thất thủ, Tây Vu Vương (thủ lĩnh đất tự trị Tây Vu với trung tâm là Cổ Loa) đã nổi dậy chống lại nguy cơ Bắc thuộc lần 1 trước sự xâm lăng của nhà Tây Hán. Tả tướng Hoàng Đồng (黄同) của hai quận Giao Chỉ và Cửu Chân đã giết chết Tây Vu Vương đang làm loạn để hàng Hán.
Thương Ngô vương Triệu Quang cùng họ hàng với vua nhà Triệu, nghe tin quân Hán đến, xin hàng, được phong làm Tuỳ Đào hầu; Huyện lệnh huyện Yết Dương là Sử Định (史定) hàng Hán được phong làm An Đạo hầu; tướng nhà Triệu là Tất Thủ (畢取) mang quân ra hàng được phong làm Liêu hầu ; quan Giám quận Quế Lâm là Cư Ông (居翁) dụ 40 vạn dân hai quận Giao Chỉ và Cửu Chân ra hàng được phong làm Tương Thành hầu. Vậy là các xứ ở Nam Việt đều xin hàng.
Bấy giờ quân của Hạ lại và Qua thuyền tướng quân, cùng quân Dạ Lang của Trì Nghĩa hầu chưa đến mà nước Nam Việt đã bị Lộ Bác Đức và Dương Bộc dẹp yên rồi.
Từ đây, vùng lãnh thổ miền Bắc Việt Nam trải qua thời kỳ cai trị của nhà Hán.